# دانشگاه آزاد اسلامی واحد علوم و تحقیقات فارس
دانشگاه آزاد اسلامی، واحد علوم و تحقیقات فارس یکی از واحدهای دانشگاه آزاد اسلامی بود که در ۲۰ کیلومتری شهر مرودشت و ۶۰ کیلومتری شیراز قرار داشت که در نهایت مجموعه در تابستان ۱۳۹۶ با دستورالعمل سازمان مرکزی با واحد شیراز و مرودشت ادغام و دانشنامه رشته‌های غیرمصوب در این دو واحد از واحد علوم و تحقیقات تهران صادر گردید.

## تاریخچه
دانشگاه آزاد اسلامی، واحد علوم و تحقیقات فارس در سال در سال ۱۳۸۴ در زمینی به مساحت ۱۲۰ هکتار و با مساحت آموزشی ۳۰٬۰۰۰ متر مربع با امکاناتی شامل خوابگاه دانشجویی برای پسرها و دخترها، سلف سرویس فعال، یک زمین چمن، یک ورزشگاه سر پوشیده چند منظوره، دو زمین تنیس، یک کافی نت مجهز با حدود ۲۲۰ کامپیوتر، با ۷ رشته مهندسی در مقطع لیسانس به صورت تمام وقت و ۶ رشته کارشناسی ارشد آغاز بکار کرد
در ابتدا دانشگاه به صورت مرکز فعالیت می‌کرد. در فروردین ماه ۱۳۸۵با سفر دکترعبدالله جاسبی رئیس دانشگاه آزاد و تغییر ریاست به دکتر اسدی، دانشگاه رسماً فعالیت خود را به صورت مستقل آغاز نمود. نکته مهم در مورد این واحد اینست که بعد از واحد علوم و تحقیقات تهران در بالاترین رتبه بین واحدهای علوم و تحقیقات قرار داشت و در عرض ۴ سال به یکی از بزرگ‌ترین واحدهای دانشگاه آزاد اسلامی در کشور تبدیل شد. این دانشگاه با داشتن رشته‌های تحصیلات تکمیلی در مقاطع دکتری و کارشناسی ارشد به عنوان قطب جذب دانشجو در جنوب ایران معرفی گشت. .